# Кошалак
Кошалак (каз. Қошалақ) — село в Курмангазинском районе Атырауской области Казахстана. Входит в состав Енбекшинского сельского округа. Код КАТО — 234647400.

## Население
В 1999 году население села составляло 339 человек (172 мужчины и 167 женщин). По данным переписи 2009 года, в селе проживало 329 человек (164 мужчины и 165 женщин).